# Statuia ecvestră a lui Mihai Viteazul din Năvodari
Statuia ecvestră a lui Mihai Viteazul din Năvodari este amplasată în centrul piațetei de lângă parcul „Ion Dobre” din localitate, la periferie, aproape de malul canalului navigabil, poziție în care poate fi observată foarte ușor și de cei care trec pe drumul care leagă orașul Năvodari de satul Lumina.
La inaugurarea din 15 august 2011, pe lângă primarul Nicolae Matei, care a comandat lucrarea, a participat un sobor de preoți, care a săvârșit o slujbă de sfințire.
Statuia a fost modelată de un artist plastic constănțean, ca replică a statuii lui Mihai Viteazul din București.
Statuia a fost turnată în bronz în Turcia și este montată pe un soclu placat cu marmură, decorat cu patru leișori bucălați. Conform viziunii primarului, iluminatul va fi realizat prin felinare, iar în extremitățile piațetei se vor găsi parapeți și jardiniere din marmură. Costurile totale pentru această investiție se ridică la 150.000 de lei. Statuia lui Mihai Viteazu a scos din bugetul primăriei peste 20.000 de euro doar pentru cheltuielile de transport, pentru că materia primă a fost adusă din Germania.